# Florin Niculescu

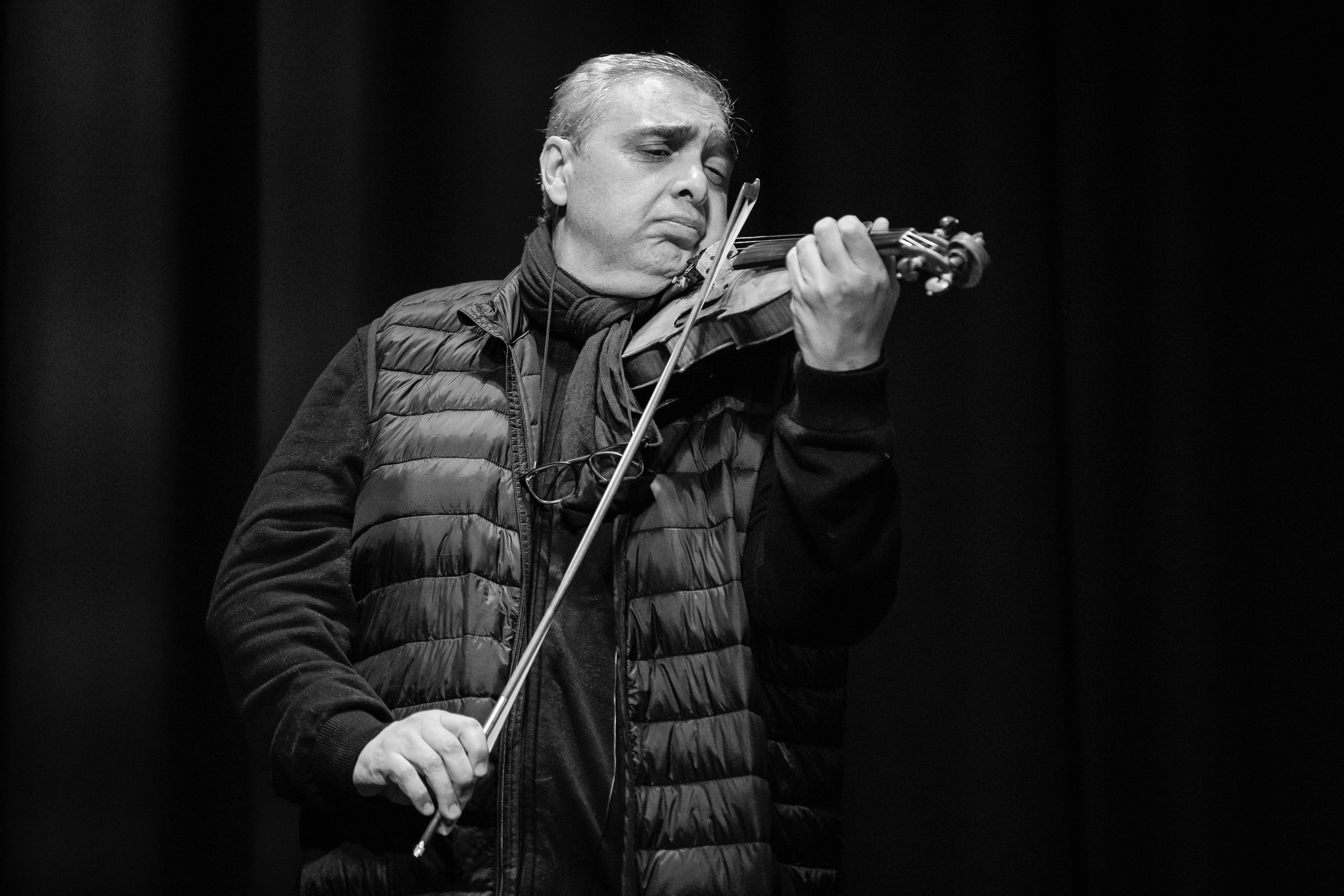
Florin Niculescu (2024)

Florin Niculescu (* 8. Februar 1967 in Bukarest) ist ein rumänischer Geiger des Gypsy-Jazz. Aufgrund seiner Technik und seines Einfühlungsvermögens gilt er heute als einer der besten Violinisten dieses Genres, der dessen ganzes Spektrum beherrscht und die Tradition von Stéphane Grappelli ohne Einschränkungen fortsetzt.

## Leben und Wirken
Niculescu stammt aus einer musikalischen Familie; sein Vater und seine Onkel spielten Geige, seine Schwester Cello, seine Mutter Klavier. Bereits im Alter von vier Jahren erhielt er ersten Unterricht von seinem Vater; mit sechs Jahren setzte er seine Ausbildung auf der Musikschule Dinu Lipatti und dann auf der Enescu-Akademie fort. Er wurde mit einem ersten Preis der Akademie ausgezeichnet und im Jahr 1984 mit einer „besonderen Erwähnung“ der Jury des internationalen Wieniawski-Wettbewerbs in Ljubljana. Er verfolgte eine Karriere als klassischer Geiger und trat daneben mit seinem Vater auf Familienfesten auf. Im Alter von dreizehn Jahren wendete er sich, nachdem er Aufnahmen von Grappelli hörte, auch dem Jazz zu. 1991 zog er nach Paris, wo er zunächst ohne gültige Papiere lebte und in einem russischen Kabarett auftrat. Er spielte mit Boulou und Elios Ferré und studierte auf dem Conservatoire de Paris. 1995 wurde er Mitglied der Band von Romane. Auch begann er mit anderen Musikern des Genres wie Jimmy Rosenberg, Angelo Debarre, Tchavolo Schmitt, Andreas Öberg, Frédéric Sylvestre und Mike Reinhardt zusammenzuarbeiten.
1999 nahm er sein preisgekröntes Album Gypsy Ballad auf. Beim ersten Django Reinhardt Festival in New York (2000) trat er zusammen mit Biréli Lagrène, Babik Reinhardt und Bucky Pizzarelli auf. 2001 lud ihn Lagrène ein, an seinem Gipsy Project teilzunehmen, das das Quintette du Hot Club de France zum Vorbild hatte. Im selben Jahr wurde er auf der Midem als „Jazz-Talent des Jahres“ ausgezeichnet.
Weiterhin arbeitete er in Frankreich auch mit Charles Aznavour, Françoise Hardy, Patrick Bruel, Johnny Hallyday und Henri Salvador. Er gehörte zum Quintett von Jacques Vidal und zu Latcho Drom um Christophe Lartilleux. Auch spielte er mit Oscar Peterson, John McLaughlin, George Benson, Marcel Azzola, Regina Carter, Dee Dee Bridgewater, Wynton Marsalis, Angela Gheorghiu und Roberto Alagna.

## Diskographische Hinweise
- Hot Club de Norvège Portrait of Django (1995)
- Gipsy Ballad (1999)
- Djangophonie (2005)
- Plays Stéphane Grappelli (2008)
- Django Tunes (Enja 2010, mit David Reinhardt, Samson Schmitt, Thuryn Mitchell, Florent Gac, Darryl Hall, Bruno Ziarelli)